# Construccions de pedra seca I (el Vilosell)
Construccions de pedra seca I és una obra del Vilosell (Garrigues) inclosa a l'Inventari del Patrimoni Arquitectònic de Catalunya.

## Descripció
És una cabana de pedra seca orientada cap a sud-est feta a base de grans carreus de pedra units sense cap tipus d'argamassa. L'entrada és allindada i al centre hi figura la data de 1921. La coberta és una volta feta per aproximació de filades. A l'interior tan sols hi ha una menjadora pels animals.